# 自閉体
自閉体 （じへいたい）は、日本のパンク・ロックバンド。ボーカルの遠藤ミチロウを中心に1979年に結成されたバンド。メンバーの立山と乾は兵庫県西宮市にある甲陽学院の同級生で、友人の元陸上自衛官であったアシムラの発案でこのバンド名がある。

## メンバー
- 遠藤ミチロウ - ボーカル
- 尾形テルヤ - ギター
- 立山ヒロキ - ベース
- 乾純  - ドラムス

### 元メンバー
- ツジムラ(現:ツージーQ）  - ベース

ハイテクノロジー・スーサイド、現QP-CRAZY 、奇形児 、TOOZY'S

## 概要
遠藤ミチロウがザ・スターリン結成前に組んでいたバンド。
元々は「こけしどーる」、「バラシ」と名乗っていた。それまでソロとして活動していた遠藤がバンドとしての活動を希望。そこに、ツジムラ、続いて乾純が参加し、1979年4月20日に「こけしどーる」としてスタート。。

当時のライブでは後のザ・スターリン時代の曲が結構歌われており、演奏の方はザ・スターリン時代に比べるとシャープさに欠け、ドカドカした感じがする。

## 略歴
- 1979年

4月20日、「こけしどーる」結成。
4月29日、日本社会事業大学で初ステージ。
10月、バンド名が「バラシ」を経て「自閉体」に変更。
10月25日、初台にあったライブハウス「騒（GAYA）」のイベントにてライブ。
11月～12月?、ツジムラ脱退、立山ヒロキ加入。
- 1980年

2月18日、吉祥寺「ぐゎらん堂」でのライブを最後に解散

## 解散後
- 遠藤と乾は金子あつしとザ・スターリンを結成。後に尾形も加入。
- ツジムラは脱退後、THE CRAZY SKBらとハイテクノロジー・スーサイドで活躍。現在もQP-CRAZYで活動中。
- 立山は行方不明。

## 主な楽曲
後にザ・スターリンやソロで歌われた曲
- 主義者（イスト）
- 電動コケシ
- 肉
- 冷蔵庫
- ハエ
- GASS
- 解剖室
- コルホーズの玉ネギ畑
- 欲情
- インテリゲンチャー
- ソーセージの目玉
- 飢餓飢餓帰郷
- 渚の天婦羅ロック
- Light My Fire
- NO FUN

未発表曲
- ブタのケツ
- 愛してやるよ（「愛してやるさ」の原曲）
- ハンマーロック
- いやだ
- トリック
- 記憶
- 原発メニュー（「アレルギー」の原曲）
- 白日夢（「MISER」の原曲）